# Jiande
Jiande is een stad in de oostelijke provincie Zhejiang van China. Jiande is de zetel van het arrondissement Jiande. De stad heeft meer dan 100.000 inwoners. Jiande ligt in de prefectuur Hangzhou.

## Galerij

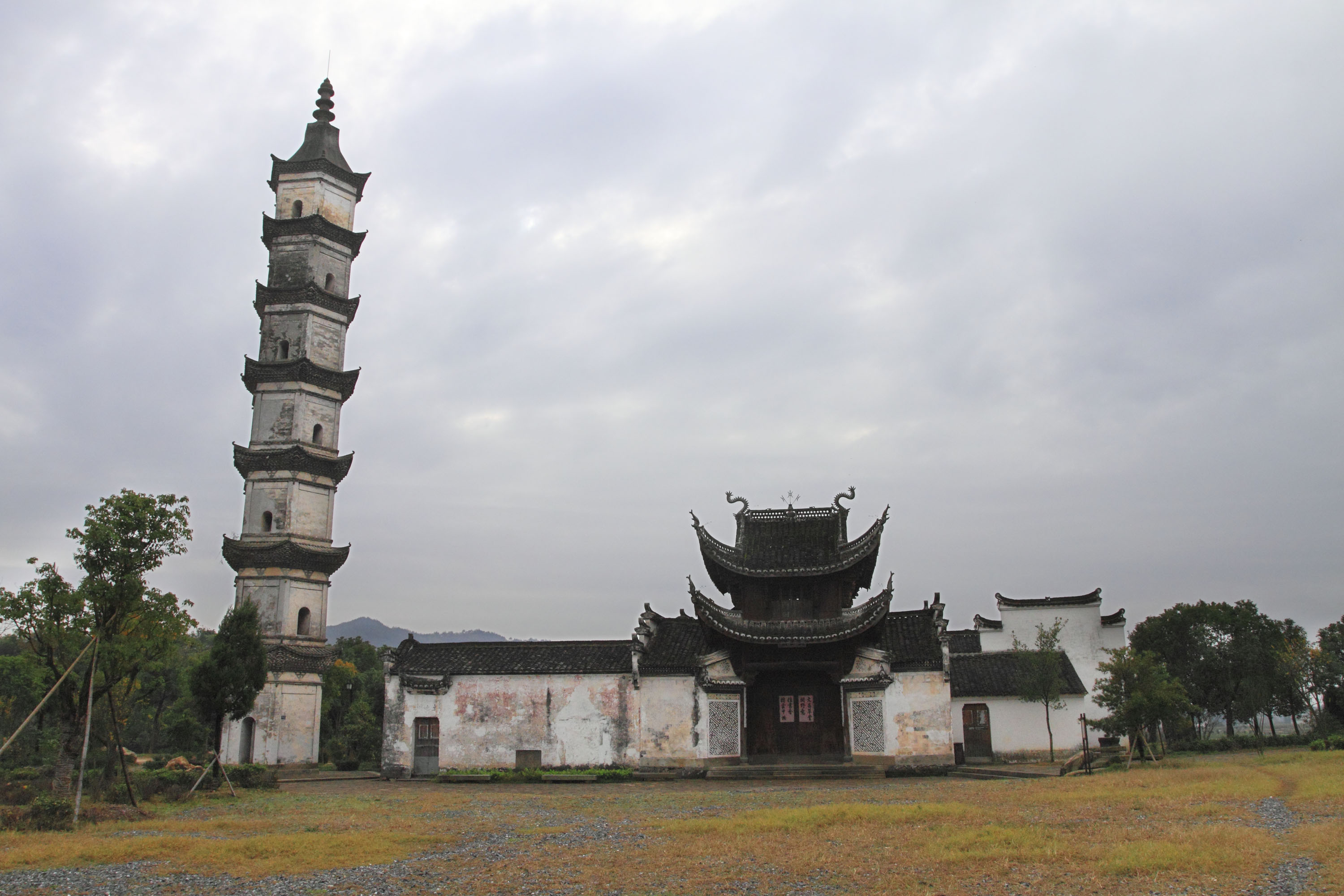
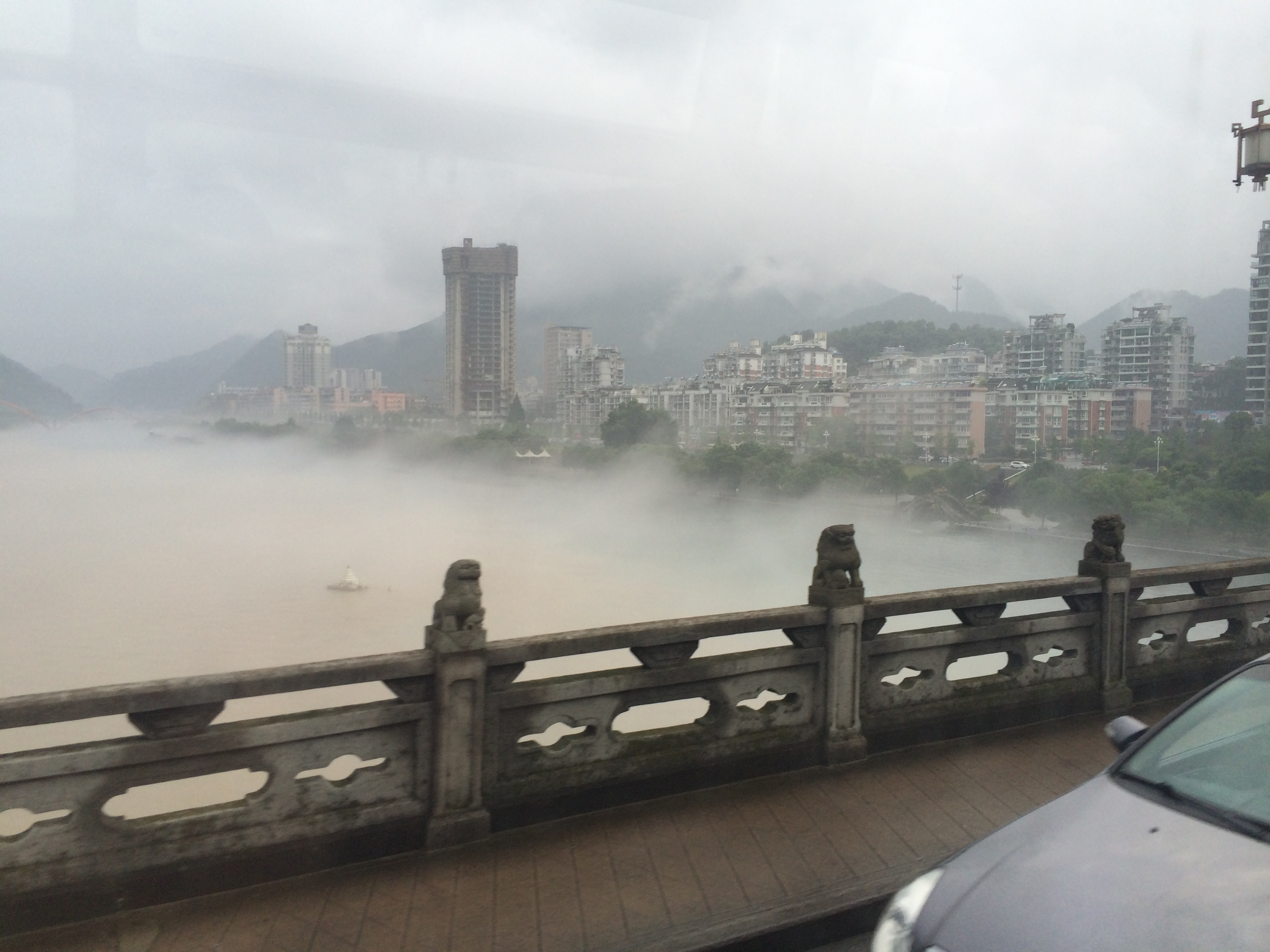